# 鲁珀特·谢尔德雷克
魯珀特·謝德瑞克（英語：Alfred Rupert Sheldrake，1942年6月28日—）是一位英国超心理学研究者、生物學家和作家，提出了“形态共鸣”（"morphic resonance"）的概念，但被认为是伪科学。